# Марчелло Мио
«Марчелло Мио» (фр. Marcello Mio) — художественный фильм французского режиссёра Кристофа Оноре с Кьярой Мастроянни в главной роли. Премьера картины состоялась в мае 2024 года на Каннском кинофестивале, в рамках основной программы.

## Сюжет
Судьба главной героини фильма имеет много общего с судьбой исполнительницы главной роли: это дочь Марчелло Мастроянни и Катрин Денёв по имени Кьяра, которая однажды начинает жить жизнью своего отца. Окружающие принимают это и начинают называть её Марчелло.

## В ролях
- Кьяра Мастроянни — Кьяра
- Катрин Денёв — Катрин
- Фабрис Лукини — Фабрис
- Бенжамен Бьоле — Бенжамен
- Николь Гарсия — Николь
- Мельвиль Пупо — Мельвиль
- Хью Скиннер — Колин[1]
- Стефания Сандрелли — камео[1]

## Релиз и восприятие
Съёмки фильма начались 21 августа 2023 года в Париже, затем продолжились в Риме, Латине и Формии. Они закончились в октябре того же года. Премьера состоялась в мае 2024 года на Каннском кинофестивале. «Марчелло Мио» включён в основную программу.
На сайте-агрегаторе рецензий Rotten Tomatoes 50% из 16 рецензий критиков положительные  со средней оценкой 5,2/10.  
Дистрибьютором картины во Франции станет компания Ad Vitam Distribution.
В российский прокат фильм "Мой Марчелло" выходит 26 сентября 2024 года.